# Абуков, Халид Кучукович
Халид Кучукович Абуков (1900 — 27 октября 1937) — черкесский писатель.

## Биография
Халид Кучукович Абуков родился в 1900 году в ауле Абуковский (ныне в Карачаевском районе Карачаево-Черкесии). По национальности черкес. Окончил 2-классную светскую школу. С 1912 по 1918 годы вместе с семьёй находился в эмиграции в Османской империи. После возвращения на родину стал наборщиком в Баталпашинской типографии.
Его первые литературные произведения — фельетоны, очерки, корреспонденции — начали печататься в 1924 году в газете «Адыгэ ПсэукӀэ». В 1930 году написал роман «На берегах Зеленчука» (ИнжыджӀуфэм и деж), в котором описывал распространение идей социализма в Черкесии. Считается основоположником черкесской литературы.
В 1931 году стал членом Ассоциации пролетарских писателей Северного Кавказа, в 1932 — директором Черкесского областного национального издательства, в 1934 — членом Союза писателей СССР и первым председателем Черкесского отделения Союза писателей СССР.
В 1935 году репрессирован, осуждён на 10 лет лишения свободы. В октябре 1937 года приговорён к расстрелу и вскоре казнён.